# Coroaci
Coroaci là một đô thị thuộc bang Minas Gerais, Brasil. Đô thị này có diện tích 576,7 km², dân số năm 2007 là 10776 người, mật độ 18,7 người/km².